# Del
Del (grčki Δήλος, Delos) je mali usamljeni otok koji se nalazi u sredini kruga otoka koji se zovu Cikladi (kružni). Otok Del imao je izuzetnu ulogu u grčkoj mitologiji i povijesti, danas je to jedno od najvažnijih arheoloških nalazišta u Grčkoj. Del je uvijek bio sveti otok, bez naselja najbliži veći otok je Mikonos. U prošlosti na Delu nije bilo stalnoga stanovništva. Danas na otoku živi 14 stanovnika (prema popisu 2001. god.) 
Današnja arheološka iskapanja na Delu su najveća na Mediteranu, radove vodi Francuska škola iz Atene.
Del je bio sveto tlo tisućljećima prije nastanka klasične Grčka mitologija, on je rodno mjesto Olimpijskih bogova; Apolona i Artemide.
Godine 1990. UNESCO je uvrstio Del na svoj popis Svjetske baštine.

## Povijest
Istraživanja starih kamenih nastambi pronađenih na otoku ukazuju da je otok bio naseljen već u 3. tisućljeću pr. Kr. Tukidid drži da su izvorni stanovnici Dela, bili gusari Karinjani koje je kralj Minos protjerao s Krete.

Već za vrijeme Odiseja otok je bio slavan kao rodno mjesto dvaju bogova; Apolona i Artemide. (Kod Artemide ima dvojbi oko mjesta rođenja; po jednim izvorima to je otok Del, a po drugima otok Ortigia.) Bilo kako bilo između 900. pr. Kr. i 100. pr. Kr. sveti otok Del bio je središte kulta ovih dvaju bogova te pored toga i mjesto štovanja titanke Leto, majke dvaju delskih bogova.
Već za antičkih vremena provedeno je nekoliko reformi od strane Atene, koje su za cilj imale uvesti reda u kultove pravilnog obožavanja bogova na otoku.
Prva je provedena u 6. stoljeću pr. Kr. pod atenskim tiraninom  Pizistratom, koji je naredio da se svi grobovi na otoku bez kiparskih oznaka ili hrama, moraju izmjestiti na druge ( obližnje) otoke. U 5. st. pr. Kr., 6. godine
peloponeskog rata na osnovu savjeta delfskog proročišta, cijeli otok je očišćen od posmrtnih ostataka. 
Proročište je također reklo da nitko ne bi smio umrijeti ili se roditi na otoku, jer bi se time oskrvnula svetost i neutralnost toga mjesta. ( onaj tko bi se rodio ili umro mogao bi na osnovu toga tvrditi da mu zbog toga pripadaju neka posebna - privatna prava). Odmah nakon provedenog čišćenja otoka, održan je prvi festival (petogodišnji) u slavu Delskih igara, koje su se tamo održavale.
Nakon Perzijskih ratova otok Del postao je mjesto susreta Delskog saveza osnovanog 478. pr. Kr. Skupovi saveza održani su u hramu (zaseban teritorij na otoku bio je određen za strance i svetišta njihovih božanstava.) Savez je držao zajedničku riznicu na otoku do 454. pr. Kr., tada je Periklo premjestio riznicu u Atenu.
Od 1873. godine Francuska škola iz Atene (École Française d'Athènes) vrši sustavna arheološka iskapanja na otoku.  Kompleks iskopanih zgrada za usporediti je s onima u svetištima Delfi i Olimpija.

## Znamenitosti
- Malo Sveto jezero je kamena zdjela, sad namjerno ostavljena suha da se suzbije širenje bakterija, to je bilo mjesto s kojeg se određuju sve druge mogućnosti.
- Minojski izvor bio je javni izvor pitke vode pravokutnog oblika, dobro isklesan u kamenu, koji ima današnji oblik od 6. st. pr. Kr. (obnovljen je 166. pr. Kr., prema natpisu). Izvor ima vodu još i danas.
- Na otoku je bilo nekoliko trgova određenih za trgovinu. Helenistička Agora u Svetoj luci bilo je jedno od najvećih
- Delski hram bio je tipični dorski hram
- Lavlja terasa posvećena je bogu Apolonu od strane žitelja Naksosa nešto prije 600. pr. Kr.
- Mjesto za sastanke trgovaca Dvorana Posejdona, izgrađena oko 2. st. pr. Kr.
- Hram Stoivadeion posvećen bogu vina i životne snage Dionizu, u ovom hramu nalazi se kip divovskog falusa na postamentu od kamenog stupa, simbol boga Dioniza.
- Izidin hram izgrađen je u dorskom stilu na brdu iznad luke na početku rimskog razdoblja u počast trojstvu egipatskih božanstava Izide, Serapisa i Anubisa.
- Herin hram, podignut je oko 500. pr. Kr. na mjestu starijeg Heraiona.
- Dionizova kuća je raskošna privatna kuća iz 2. st., nazvana tako po podnim mozaicima otkopanima na njezinom nalazištu.
- Kuća Delfina je također objekt nazvan tako zbog motiva mozaika pronađenih u atriju.
- Delska sinagoga pripadala je Samarićanima, a izgrađena je između 150. – 128. pr. Kr. (jedna je od najstarijih sinagoga na svijetu).

- Kip boga Dioniza u Arheološkom muzeju na Delu
- Detalj Lava s Lavlje terase
- ostaci Dionizejeva hrama
- Spomenik falusu u Dionizijevom hramu
- Kipovi iz Kleopatrine kuće

## Vanjske poveznice
- Antička mjesta Del, Grčka (engl.)
- Stranice o Delu na portalu grčkog ministarstva kulture (engl.)
- O Delu na stranicama Perseus (engl.)
- Stranice posvećene arheološkim iskapanjima na portalu Francuske škole iz Atene (fr.)
- Službene stranice općine Mikonos (grč.)